# Ulug-beg
Ulug-beg je bio timuridski vladar kao i astronom, matematičar i sultan.
Rođen je 19. dana meseca džumadi al-avala 796. godine po arapskom lunarnom kalendaru, tj. 22. marta 1394, u Sultaniji.‍:pp. 276. Ulug-begov otac bio je Šahroh (umro 1447)‍:pp. 911., Tamerlanov sin.
Za razliku od svog dede Tamerlana, Ulug-bega nisu zanimali osvajački ratovi i nepotrebna ekspanzionistička krvoprolića. On se najviše posvetio nauci i kulturi.‍:pp. 276–277. Smatra se da je Ulugh-беg govorio pet jezika: arapski, persijski, turski, mongolski i u manjoj meri kineski.
Tamerlan je umro, a njegovi naslednici, pogotovu Šahroh, Bajsonkor, Ulug-beg i sultan Husein Mirza Bajkara, krenuli su potpuno drugačijim putem. Ulazili su u bogate i mnogoljudne ali delimično porušene gradove, kao što su Herat i Samarkand, i u njima su sagradili brojne škole, džamije, biblioteke i umetničke radionice.‍:pp. 905.
Samarkand je tokom XV veka bio centar muslimanske astronomije. Gijasudin Džamšid Kašani (umro 1437) na poziv Ulug-bega dolazi u taj grad i zajedno sa Kazizadeom Rumijem (takođe umro 1437) i Mula Alijem Kušćijem (umro 1474) pomaže Ulug-begu u izgradnji velike opservatorije u tom gradu. Mnogi istoričari pišu da je ta opservatorija bila nekoliko koraka ispred svog vremena.‍:pp. 1062.

## Rani život
On je bio unuk velikog osvajača i kralja, Timura (Tamerlana) (1336–1405), i najstariji sin Šahruha Mirze, obojica su poticali iz turkizovanog plemena Barlas iz Transoksijane (danas Uzbekistan). Njegova majka bila je plemkinja po imenu Gavhar Šad, ćerka pripadnika reprezentativne turkijske plemenske aristokratije, Gijasudina Tarkana.

## Dela
Naučna istraživanja Ulug-bega uglavnom prepoznajemo po preciznim astronomskim tabelama koje je izneo u svom horoskopu, poznatom kasnije po nazivima Ulug-begov horoskop i Mogulski horoskop. Pišući horoskop na persijskom jeziku, Ulug-beg je u prvom delu obratio pažnju na teorijske analize naučnih dostignuća samarkandske opservatorije, dok u drugom delu razmatra trigonometrijske tabele, ali i tabele u vezi sa preciznim kalendarima i statusima nebeskih tela.
Glavna karakteristika njegovih trigonometrijskih tablica jeste to što je u njima precizno određen sinus ugla od jednog stepena. To izuzetno važno pitanje Ulug-beg i Gijasudin Džamšid Kašani rešili su na dva različita načina. Međutim u oba slučaja njihove funkcije stižu do polinoma trećeg stepena koji definišemo pomoću jednačine:
.
Kada ovaj kubni polinom rešimo metodom sukcesivne aproksimacije, doći ćemo do sledećeg rezultata:
x = sin 1° = 0,017452406437283571
Osim analitičkih pregleda astronomskih dostignuća, Ulug-beg je gdekada deskriptivno beležio i rezultate svojih značajnih opservacija. Njegov doprinos celokupnom napretku astronomskih nauka bio je toliko uočljiv da su nakon njegove smrti astronomska istraživanja u Samarkandu znatno izgubila popularnost.‍:pp. 277.

## Nauka
Tinejdžerski vladar je krenuo da pretvori grad u intelektualni centar carstva. Između 1417. i 1420. podigao je medresu („univerzitet” ili „institut”) na trgu Registan u Samarkandu (sada u Uzbekistanu), i pozvao je brojne islamske astronome i matematičare da tu studiraju. Zgrada medrese još uvek postoji. Najpoznatiji Ulug-begov učenik u astronomiji bio je Ali Kušči (umro 1474). Kadi Zada al-Rumi je bio najistaknutiji učitelj u Ulug-begovoj medresi, a Džamšid el-Kaši, astronom, kasnije se pridružio osoblju.

### Astronomija
Astronomija je izazvala interesovanje Ulug-bega kada je u mladosti posetio Marašku opservatoriju. Ova opservatorija, koja se nalazi u Maragi, Iran, je mesto gde je radio poznati astronom Nasir el-Din el-Tusi.
Godine 1428, Ulug-beg je izgradio ogromnu opservatoriju, sličnu kasnijem Uraniborgu Tiha Braha, kao i opservatoriji Taki el-Din u Carigradu. U nedostatku teleskopa za rad, povećao je svoju preciznost povećavajući dužinu svog sekstanta; takozvani Fakri sekstant je imao radijus od oko 36 meters (118 feet) i optičku odvojivost od 180" (lučne sekunde). Fakri sekstant je bio najveći instrument u opservatoriji u Samarkandu (pogledajte sliku). Bilo je mnogo drugih astronomskih instrumenata koji su se nalazili u opservatoriji, ali sekstant je najpoznatiji među njima. Svrha sekstanta Fakri je bila da izmeri tranzitne visine zvezda. Ovo je bilo merenje maksimalne nadmorske visine iznad horizonta zvezda. Ovaj uređaj je bilo moguće koristiti samo za merenje deklinacije nebeskih objekata. Slika koja se nalazi u ovom članku prikazuje preostali deo instrumenta, koji se sastoji od podzemnog, donjeg dela instrumenta koji nije uništen. Opservatorija koju je izgradio Ulug-beg bila je najprodornija i najpoznatija opservatorija širom islamskog sveta.
Sa instrumentima koji se nalaze u opservatoriji u Samarkandu, Ulug-beg je sastavio zvezdani katalog koji se sastoji od 1018 zvezda, što je jedanaest zvezda manje nego što ih ima u Ptolemejevom zvezdanom katalogu. Ulug-beg je koristio dimenzije od el-Sufija i zasnovao svoj katalog zvezda na novoj analizi koja je bila autonomna od podataka koje je koristio Ptolomej. Tokom svog života kao astronoma, Ulug-beg je shvatio da je postojalo više grešaka u radu i naknadnim Ptolomejevim podacima koji su bili u upotrebi dugi niz godina.
Koristeći svoju opremu, sastavio je 1437 Zij-i-Sultani od 994 zvezde, koji se generalno smatra najvećim katalogom zvezda između Ptolomejevog i Tiho Braheovog, delo koje stoji uz Knjigu fiksnih zvezda Abd el-Rahmana el-Sufija. Ozbiljne greške koje je pronašao u prethodnim arapskim katalozima zvezda (od kojih su mnogi jednostavno ažurirali Ptolomejev rad, dodajući efekat precesije na geografske dužine) navele su ga da ponovo odredi položaj 992 fiksne zvezde, kojima je dodao 27 zvezda iz Abd el-Rahman el-Sufijevog kataloga Knjige fiksnih zvezda iz 964. godine, koje su bile previše južno za posmatranje iz Samarkanda. Ovaj katalog, jedan od najoriginalnijih u srednjem veku, prvi je uredio Tomas Hajd u Oksfordu 1665. godine pod naslovom Jadāvil-i Mavāzi' S̱avābit, sive, Tabulae Long. ac Lat. Stellarum Fixarum ex Observatione Ulugh Beighi i ponovo je štampan 1767. od strane G. Šarpa. Novija izdanja su ona Frensisa Bejlija iz 1843. godine u tomu XIII Memoara Kraljevskog astronomskog društva, i Edvarda Bal Knobela u Ulug-begovom katalogu zvezda, revidiranom iz svih persijskih rukopisa koji postoje u Velikoj Britaniji, uz pomoć Rečnika persijskih i arapskih reči (1917).
Godine 1437, Ulug-beg je odredio dužinu zvezdane godine kao 365,2570370...d = 365d 6h 10m 8s (greška od +58nbsp;sekundi). U svojim merenjima tokom mnogo godina koristio je gnomon visok 50 m. Ovu vrednost je 1525. poboljšao za 28 sekundi Nikola Kopernik, koji se pozivao na procenu Tabita ibn Kure (826–901), koja je imala grešku od +2 sekunde. Međutim, Ulug-beg je kasnije izmerio još jednu precizniju vrednost tropske godine kao 365d 5h 49m 15s, koja ima grešku od +25 sekundi, što je čini tačnijom od Kopernikove procene koja je imala grešku od +30 sekundi. Ulug-beg je takođe odredio aksijalni nagib Zemlje kao 23°30'17" u seksagezimalnom sistemu stepeni, minuta i sekundi luka, koji se u decimalnom zapisu pretvara u 23,5047°.

## Literatura
- O'Connor, John J.; Robertson, Edmund F. „Ulugh Beg”. MacTutor History of Mathematics archive. University of St Andrews.
- 1839. L. P. E. A. Sedillot (1808–1875). Tables astronomiques d’Oloug Beg, commentees et publiees avec le texte en regard, Tome I, 1 fascicule, Paris. A very rare work, but referenced in the Bibliographie generale de l’astronomie jusqu’en 1880, by J.
- 1847. L. P. E. A. Sedillot (1808–1875). Prolegomenes des Tables astronomiques d’Oloug Beg, publiees avec Notes et Variantes, et precedes d’une Introduction. Paris: F. Didot.
- 1853. L. P. E. A. Sedillot (1808–1875). Prolegomenes des Tables astronomiques d’Oloug Beg, traduction et commentaire. Paris.
- Le Prince Savant annexe les étoiles, Frédérique Beaupertuis-Bressand, in Samarcande 1400–1500, La cité-oasis de Tamerlan : coeur d'un Empire et d'une Renaissance, book directed by Vincent Fourniau, éditions Autrement, 1995, ISSN 1157-4488.
- L'âge d'or de l'astronomie ottomane, Antoine Gautier, in L'Astronomie, (Monthly magazine created by Camille Flammarion in 1882), December 2005, volume 119.
- L'observatoire du prince Ulugh Beg, Antoine Gautier, in L'Astronomie, (Monthly magazine created by Camille Flammarion in 1882), October 2008, volume 122.
- Le recueil de calendriers du prince timouride Ulug Beg (1394–1449), Antoine Gautier, in Le Bulletin, n° spécial Les calendriers, Institut National des Langues et Civilisations Orientales, juin (2007). p. 117–123. d
- Jean-Marie Thiébaud. Personnages marquants d'Asie centrale, du Turkestan et de l'Ouzbékistan, Paris, éditions L'Harmattan. 2004.  978-2-7475-7017-6.
- Dalen, Benno van (2007). „Ulugh Beg: Muḥammad Ṭaraghāy ibn Shāhrukh ibn Tīmūr”.  Ур.: Hockey, Thomas;  . The Biographical Encyclopedia of Astronomers. New York: Springer. стр. 1157—9. ISBN 978-0-387-31022-0. Архивирано из оригинала 27. 09. 2013. г. Приступљено 02. 03. 2017. (PDF version)

## Spoljašnje veze
- Chisholm, Hugh, ур. (1911). „Ulugh Beg”.  (на језику: енглески) (11 изд.). Cambridge University Press.
- The observatory and memorial museum of Ulugbek
- Bukhara Ulugbek Madrasah
- Registan the heart of ancient Samarkand.
- Biography by School of Mathematics and Statistics University of St Andrews, Scotland
- Legacy of Ulug Beg Архивирано на веб-сајту  (19. мај 2019)